# Phaeophilacris funesta
Phaeophilacris funesta är en insektsart som beskrevs av Walker, F. 1871. Phaeophilacris funesta ingår i släktet Phaeophilacris och familjen syrsor.

## Underarter
Arten delas in i följande underarter:
- P. f. funesta
- P. f. subterranea